# Heinrich Heer
Heinrich Heer (* 17. September 1900 in Málaga; † 23. Dezember 1968 in Glarus, reformiert, heimatberechtigt in Riedern und Glarus) war ein Schweizer Politiker (DP).

## Biografie
Heinrich Heer wurde am 17. September 1900 in Málaga als Sohn des Kaufmanns Fridolin Heer geboren. Der Absolvent einer Kantonsschule in Zürich belegte ein Studium der Rechte an den Universitäten Zürich, Leipzig, Genf und Bern, das er 1924 mit dem Doktorat abschloss. Nach dem Erwerb des Fürsprecherpatents im Jahr 1926 war Heer zunächst von 1927 bis 1931 als Gerichtsschreiber am Kantonsgericht in Glarus, daran anschliessend als Anwalt tätig.
Heinrich Heer heiratete im Jahr 1929 Sophie Elsbeth, die Tochter des Oberförsters Wilhelm Oertli. Er verstarb am 23. Dezember 1968 drei Monate nach Vollendung seines 68. Lebensjahres in Glarus.

## Politischer Werdegang
Heinrich Heer, Mitglied der Demokratischen und Arbeiterpartei Glarus, gehörte auf kantonaler Ebene zwischen 1940 und 1956 als Leiter des Erziehungs- und Polizeidepartements dem Glarner Regierungsrat an. Zusätzlich amtierte er von 1947 bis 1950 als Landesstatthalter, darauffolgend bis 1956 als Landammann. Darüber hinaus vertrat Heer den Kanton in den Jahren 1953 bis 1968 im Ständerat, in dem er zuerst keiner-, später der demokratischen Fraktion angehörte.
Daneben fungierte er von 1956 bis 1963 als Obergerichtspräsident sowie von 1956 bis 1968 als Präsident der Glarner Kantonalbank. In Heinrich Heers Amtszeit als Landammann fiel 1952 die 600-Jahr-Feier Glarus im Bund der Eidgenossenschaft.